# Broken (canción de Lifehouse)
«Broken» es el tercer y último sencillo de la banda de rock alternativo Lifehouse de su álbum Who We Are. El cantante Jason Wade se inspiró para escribir la canción después de su visita a un amigo en Nashville que necesitaba un trasplante de riñón. Originalmente lanzado el 18 de junio de 2007 como la quinta pista de Who We Are, la canción fue luego editado para la radio para darle más de una sensación "rock". La nueva versión de radio de la canción fue lanzada a través de descarga digital el 8 de julio de 2008.
La canción recibió críticas positivas de los críticos, ya que aplaudieron el uso de instrumentos en la canción. La canción llegó al número 83 y 84 en los Estados Unidos y Canadá, respectivamente, y luego trazó en Nueva Zelanda en el número 21. video musical de la canción se estrenó el VH1.com el 16 de septiembre de 2008. Se encuentra en la escena de un túnel donde Wade se está yendo en la dirección opuesta de un accidente de coche. Lifehouse ha tocado "Broken" en vivo en varias ocasiones, incluyendo el sonido de baja frecuencia y al Pinkpop Festival 2011 en los Países Bajos. Una versión extendida de siete minutos es a menudo la última canción en su setlist del concierto.

## Composición
La canción fue escrita por Jason Wade, quien originalmente terminó la canción en una habitación de hotel después de visitar a un amigo en Nashville que necesitaba un trasplante de riñón. Fue producido por John Fields y Scott Faircloff. n una entrevista con la adicción Alternativa, dijo Wade, "Broken es la canción que me mueve más. Me escribió en Nashville, hace unos 6 meses. Estaba en mi habitación del hotel a las 3 de la mañana, yo estaba por ahí visitando a un amigo .. . que está muy enfermo, que necesita un trasplante de riñón. "Además, dijo," Eso [la] canción sólo un poco cayó en mi regazo, y yo realmente no he escrito una canción así desde 'Hanging by a Moment' donde acaba de ocurrir en un plazo de 15 minutos. "Broken fue lanzado como el tercer sencillo del álbum el 18 de junio de 2007. La canción fue luego editado para la radio para darle más de una" roca " sentir y fue lanzado a través de descarga digital el 8 de julio de 2008.

## Vídeo musical
El video musical de "Broken" fue filmado el 24 de agosto de 2008 en Los Ángeles y fue dirigida por Kiefer Sutherland y Frank Borin. En primer lugar, se estrenó el VH1.com el 16 de septiembre de 2008. Wade y Sutherland continuación aparecieron juntos en el VH1 Top 20 Video Countdown el 20 de septiembre de 2008 para debutar el video musical en VH1. En una entrevista con Ultimate Guitar, Wade describió su experiencia con el trabajo con Sutherland diciendo: "Mientras escucha la canción de un poco tiempo atrás, Kiefer se le ocurrió el concepto del vídeo Trabajar con él fue una gran experiencia;. con todas las expresiones y muy momentos, Kiefer era extremadamente manos con él manejo de la dirección, que actúa en el video musical fue muy fácil ".
El vídeo comienza con Wade en el asiento del conductor de un automóvil, con los demás miembros de Lifehouse en el coche con él. El tráfico está en una posición todavía en un túnel, como un enjambre de personas han abandonado sus vehículos y están caminando a través. Wade y los miembros de la banda salir del coche, y comience a caminar en la dirección opuesta de la multitud al otro lado del túnel. Empuja a Wade a través de las personas, que están en una carrera para llegar a la entrada del túnel y se centra constantemente en su destino para llegar a la final. Cuando se llega al final del túnel, que ve los restos de un accidente de coche con los bomberos y paramédicos limpiar el desorden. Wade luego ve a una chica de observar lo que parece ser ella misma, muerto dentro de uno de los coches se estrelló. Luego mira a la izquierda, y ve a un anciano observando a sí mismo, muerto en el suelo. Como Wade se ve en el otro coche, se ve a sí mismo, también aparentemente muerto. Tras esto, se corre frenéticamente de nuevo en el túnel hacia su coche. Se ve a sí mismo en el coche con los miembros de la banda, sin embargo todo el mundo parece estar congelado mientras se golpea en las ventanas. De pronto, él está dentro del coche nuevo, y un oficial de policía trata de la ventana a un movimiento que continuara la conducción, ya que él se detuvo en medio del túnel, sin razón aparente.

## Puesto
| Listas (2008–2009)                 | Posiciones |
| ---------------------------------- | ---------- |
| Canadá (Canadian Hot 100)          | 84         |
| Nueva Zelanda (Recorded Music NZ)  | 21         |
| Estados Unidos (Billboard Hot 100) | 83         |
| Estados Unidos (Adult Top 40)      | 7          |